# 6223 Дал
6223 Дал (6223 Dahl) — астероїд головного поясу, відкритий 3 вересня 1980 року.
Тіссеранів параметр щодо Юпітера — 3,339.
Астероїд названо на честь класика дитячої та фантастичної літератури Роальда Дала.